# Bratski lanac
Bratski lanac (engl. Chain of Union; fran. Chaîne d'union; u prijevodu lanac jedinstva) jedan je od najstarijih i najznačajnijih običaja u slobodnom zidarstvu. Riječ je o ritualnom činu u kojem se slobodni zidari hvataju za ruke i formiraju krug, čime simbolično izražavaju univerzalno bratstvo. Ova praksa vuče korijene još iz vremena operativnog zidarstva i zabilježena je već u najranijim poznatim ritualnim dokumentima. Krug koji tvore slobodni zidari predstavlja jedinstvo, jednakost i povezanost svih članova, bez obzira na njihovu poziciju ili podrijetlo.

## Povijest

### Rani zapisi
Prvi opis bratskog lanca u slobodnom zidarstvu pojavljuje se u Edinburškom rukopisu iz 1696. godine, jednom od najstarijih poznatih ritualnih dokumenata slobodnog zidarstva. U tom se tekstu opisuje posebna ceremonija za prijelaz učenika u stupanj pomoćnika i majstora:
»Kako bi netko postao majstor ili pomoćnik, potrebno je učiniti više… Prvo se svi učenici uklanjaju iz prostorije, ostaju samo majstori… Tada slobodni zidari među sobom šapatom prenose riječ, počevši od najmlađeg… nakon toga najmlađi slobodni zidar stupa naprijed, zauzima položaj za primanje riječi i šaptom govori najstarijem: ‘Časni majstori i poštovana braćo srdačno vas pozdravljaju, pozdravljaju, pozdravljaju.’ Potom mu stariji slobodni zidar prenosi riječ i stisne mu ruku na masonski način – i time postaje potpuni slobodni zidar.«
Praksa se dodatno potvrđuje u Andersonovoj Konstituciji iz 1723., gdje se u masonskoj pjesmi slavi bratstvo:
»Zato, ruku pod ruku, čvrsto uz rame, budimo vedri, nasmiješena lica. Jer tko se može pohvaliti takvim zdravicom, kao slobodni i priznati zidar?«

### Drevni korijeni
Korijeni bratskog lanca sežu daleko prije organiziranog slobodnog zidarstva, sve do operativnog zidarstva, pa čak i feničanske i egipatske civilizacije. U starom Egiptu užad su imala simbolično značenje jedinstva i zajedništva, a njihova važnost potvrđena je otkrićem ritualnog užeta u grobnici faraona Tutankamona, pažljivo sačuvanog kao dio svetih obreda.

## Ritualna praksa
Bratski lanac može se izvoditi na dva različita načina:
- Kratki lanac formira se tako da članovi prekriže ruke ispred prsa, pri čemu je desna ruka preko lijeve. Članovi stoje blizu jedni drugima, s nogama pod pravim kutom, tako da se desno stopalo jednog člana dodiruje s lijevim stopalom susjeda. Ova se formacija izvodi u središtu lože, oko šahovskog poda.[9] Druga varijanta kratkog lanca uključuje stavljanje lijeve ruke iza leđa osobe s lijeve strane, dok desna ruka počiva na desnom ramenu osobe s desne strane.
- Dugi lanac izvodi se bez prekriženih ruku, što omogućuje veću udaljenost među članovima. Desna ruka daje (dlan okrenut prema dolje), dok lijeva prima (dlan okrenut prema gore), simbolizirajući prijenos slobodnozidarskog svjetla i znanja. Ovaj se oblik koristi kada je okupljanje brojnije ili tijekom posebnih ceremonija, poput inicijacije.[9]

### Vremenski okvir rituala
Bratski lanac koristi se u većini rituala plavih loža i izvodi se u točno određenim trenucima svečanosti. U ložama koje prakticiraju Škotski obred, izvodi se dvaput tijekom ceremonije inicijacije – prvi put pri prijemu novog kandidata u bratstvo, a drugi put pri zatvaranju rada. Također se formira tijekom ritualnih svečanih večera, pri čemu članovi mogu u lanac simbolično uključiti i svoje salvete.

## Simbolika i značenje

### Duhovna dimenzija
Bratski lanac djeluje na više simboličkih razina. Toplina stiska ruke i tjelesni kontakt stvaraju opipljivu povezanost među članovima na fizičkom planu. Na suptilnijoj razini, sudionici rituala, prema opisima nekih autora, osjećaju posebne "vibracije" koje obuhvaćaju cijelu skupinu i stvaraju osjećaj zajedničke harmonije ili egregora.
Tišina koja se održava tijekom rituala omogućuje članovima da osjete i oslušnu "magnetsko polje" koje nastaje njihovim povezivanjem. Ta tišina također ima funkciju religare – ponovnog povezivanja – kojom se članovi duhovno povezuju s egregorom svoje lože, odnosno kolektivnom duhovnom energijom koja se s vremenom izgrađuje kroz zajednički ritualni rad.

### Srednjovjekovna graditeljska tradicija
Snažan bratski lanac koji je povezivao srednjovjekovne majstore graditelje objašnjava iznenađujuće sličnosti koje nalazimo u arhitektonskim spomenicima diljem Europe. Ti su graditelji djelovali prema istim zakonima arhitekture i geometrije, usmjeravajući svoj rad prema ezoterijskim načelima i tradiciji. Putem svojeg bratskog lanca, zidari su bili u stalnom kontaktu dok su se širili Europom, razmjenjujući znanja, poboljšanja u tehnikama i tako sačuvali jedinstvo cehovske mudrosti.

## Suvremena praksa
U današnjem slobodnom zidarstvu, bratski lanac i dalje se smatra ključnim trenutkom zajedništva. Kada članovi spoje ruke, fizički kontakt stvara ono što se opisuje kao protočna energija koja prolazi kroz cijeli lanac. Lijeva ruka prima, dok desna daje, čime se uspostavlja energetski krug prijenosa koji osnažuje cijelu skupinu.
Prema tradiciji slobodnog zidarstva, ta energija nije namijenjena isključivo dobrobiti članova, već se mora širiti i prema profanom, vanjskom svijetu. Upravo je taj odnos između unutarnjeg svijeta lože i vanjskog svijeta presudan za napredak prema univerzalnom bratstvu.
U slobodnom zidarstvu, lanac se nikada ne prekida – on se samo otvara, i to najčešće trima laganim pokretima ruku. Ova praksa simbolizira da se, iako se fizički krug raspršuje, duhovne veze među članovima ne mogu prekinuti.